# Jean-Luc Paliès
Jean-Luc Paliès est un metteur en scène, comédien, scénographe français d'origine andalouse né le 13 août 1954 à Aubin.

## Biographie
Après des études à la Sorbonne et avoir été auditeur libre au Conservatoire national supérieur d'art dramatique, Jean-Luc Paliès crée une première compagnie, le théâtre de la Lucarne dans les années 1970. Il fonde dans les années 1980 avec Louise Doutreligne la compagnie Influence qui deviendra plus tard Influenscènes. La compagnie connaîtra plusieurs lieux de résidences : Limoges, Meaux, Fontenay-sous-Bois.
Il met notamment en scène (Direction du jeu : Claudine Fiévet) Don Juan d'origine de Louise Doutreligne, spectacle présenté comme la représentation improbable du Don Juan de Tirso de Molina par les pensionnaires de la Maison royale de Saint-Louis (dites aussi Demoiselles de Saint-Cyr) en l’an 1696. C'est une création de 1991-1992 reprise jusqu'en 1998, écrite à partir du texte de Tirso de Molina et de la correspondance de Madame de Maintenon.
Jean-Claude Menou, conservateur du château de Champs-sur-Marne, les accueille en résidence pour y présenter de petites formes d'octobre 1999 à juin 2002. En septembre 2002 ils sont accueillis à Fontenay-sous-Bois.
Jean-Luc Paliès présente régulièrement ce qu'il a intitulé des « versions pupitre », des lectures devant un pupitre, mises en espace et lues par des comédiens au théâtre du Rond-Point et à Fontenay-sous-Bois. Parmi ses spectacles : Carmen la nouvelle, adaptation du roman de Prosper Mérimée, La casa de Bernarda Alba de Lorca, Le Paravent indiscret, adaptation de Crébillon et Balzac, en 2001 Graines d'opéra, adaptation comique de grands airs en français. En 2005, il crée à l'Espace Rachi Vienne 1913 d'Alain Didier-Weill avec Frédéric Andrau, Pascal Parsat, Alain Guillo.
Il travaille avec de nombreux comédiens, notamment Cyrille Denante, Vincent Villenave, Jean-Louis Cassarino, Renaud de Manoël, Estelle Boin, Catherine Chevallier, Laurence Blasco, Jean-Marie Lehec, Christina Rosmini, Miguel-Ange Sarmiento...
Jean-Luc Paliès monte des auteurs classiques comme Lorca et Mérimée, ou contemporains comme Alain Didier-Weill, Matei Vișniec ou Louise Doutreligne.
Jean Luc Paliès fait partie des fondateurs du Théâtre d'Appartement en France. Il est l'inventeur de Scènes de Ménage à Domicile. Mais il est également l'inventeur d'autres concepts culturels comme les Cinédit à Cannes (entre 1997 et 1999), Vidéo-théâtre, La Lettre au Théâtre, Improvenance, et le dernier en date : Modulor - C'est la faute à Corbusier un cycle de rencontres spectacles interactives sur le thème comment vivre et habiter ensemble aujourd'hui ? coréalisation avec Fontenay-en-Scènes.
Jean-Luc Paliès est vice-président du Syndicat national des metteurs en scène (SNMS) et membre de l'Institut international du théâtre de la Méditerranée (IITM).

## Œuvres
- Saga Almaviva, éditions de l'Amandier, 2007  (ISBN 2-915695-68-7).